# Ceratolentales
Die Ceratolentales bilden eine kleine Ordnung der Schlauchpilze (Ascomycota).

## Merkmale
Die Ceratolentales bilden in der Hauptfruchtform kugelige oder fast kugelige Fruchtkörper, die im Wirtssubstrat eingesenkt sind oder daraus hervorbrechen. Ein Stroma ist nicht vorhanden. Die Fruchtkörper besitzen einen langen Hals mit einer Öffnung (Ostiolum), das ist mit Periphysen besetzt ist. Der Hals ist zylindrisch, gerade oder gekrümmt. Die ledrige Fruchtkörperhaut (Peridie) besteht aus zwei Schichten. Die Paraphysen sind durchscheinend, fadenförmig, septiert, spitz zulaufend und mit Öltröpfchen (guttulat). Die Schläuche (Asci) besitzen immer acht Ascosporen, sind  einwandig (unitunikat), zylindrisch bis keulenförmig, lang gestielt, breit abgerundet an der Spitze, mit oder ohne einen apikalen Ring. Die Ascosporen sind in einer oder zwei Reihen angeordnet, spindelförmig bis elliptisch, durchscheinend, dreifach septiert und ohne gelatinöse Hülle.

## Ökologie
Vertreter der Ceratolentales leben saprob auf untergetauchtem moderndem und verrottendem Holz oder anderen Pflanzenresten im Süßwasser oder terrestrischen Habitaten.

## Systematik und Taxonomie
Die Familie Ceratolentales wurde 2021 von Kevin David Hyde und Sinang Hongsanan erstbeschrieben.
Folgende Gattungen gehören zur Familie:
- Bullimycetaceae K.D. Hyde & Hongsanan
  - Bullimyces A. Ferrer, A.N. Mill., Sarmiento & Shearer mit drei Arten
- Ceratolentaceae K.D. Hyde & Hongsanan
  - Ceratolenta Réblová mit nur einer Art Ceratolenta caudata